# Свеавеґен
Свеавеґен (швед. Sveavägen) — головна вулиця в Стокгольмі, Швеція. Вулиця починається від Сергельської площі в центрі міста і йде на північ, до парку Хага. Її часто називають найзавантаженішою дорогою Швеції.
На цій вулиці 28 лютого 1986 року сталося вбивство Прем'єр-міністра Улофа Пальме.